# Karel Kovář (veslař)
Karel Kovář (* 10. prosince 1942, Třebíč) je český veslař. Zúčastnil se soutěže ve veslování dvojek s kormidelníkem na olympijských hrách v roce 1968 v Mexiku. Při závodě na lodi s Ivanem Miluškou a Karlem Kolesou byl Kovář kormidelníkem; posádka vzdala při opakované jízdě.